# Batrachosauroididae
Batrachosauridae
Famille
Synonymes
- Batrachosauridae

Les Batrachosauroididae sont une famille fossile de salamandres préhistoriques à distribution holarctique.

## Description
Ils étaient pédomorphes et vraisemblablement aquatiques. Ils sont peut-être le taxon frère des Proteidae, une famille existante de salamandres aquatiques. Ils sont définitivement connus du Crétacé supérieur au Miocène d'Amérique du Nord et d'Europe. Des vestiges de la formation de Lulworth du Crétacé (Berriasien), la plus ancienne d'Angleterre, ont été attribués à cette famille.

## Genres inclus
Selon Paleobiology Database, en 2022, les genres inclus sont au nombre de six :
- †Batrachosauroides Taylor & Hesse, 1943 - États-Unis, Éocène-Miocène
- †Opisthotriton Auffenberg, 1961 - Canada, Crétacé supérieur-Paléocène
- †Palaeoproteus Herre, 1935 - France et Allemagne, Paléocène-Miocène
- †Parrisia Denton, Jr. & O'Neill, 1998 - États-Unis, Crétacé supérieur
- †Peratosauroides Naylor, 1981 - États-Unis, Miocène
- †Prodesmodon Estes, 1964 - États-Unis et Canada, Crétacé supérieur-Paléocène

## Publication originale
- (en) W. Auffenberg, « A new family of Miocene salamanders from the Texas coastal plain », Quarterly Journal of the Florida Academy of Sciences, vol. 21, no 2,‎ 1958, p. 169-176. .

### Articles
- (en) Denton Jr., Robert K. & Robert C. O'Neill, « Parrisia neocesariensis, a new batrachosauroidid salamander and other amphibians from the Campanian of eastern North America », Journal of Vertebrate Paleontology, vol. 18, no 3,‎ 1998, p. 484–494 (DOI 10.1080/02724634.1998.10011076, JSTOR 4523920).
- (en) S. E. Evans et G. J. McGowan, « An amphibian assemblage from the Purbeck Limestone Group », Special Papers in Palaeontology, vol. 68,‎ 2002, p. 103-119.